# Hypopyra burmanica
Hypopyra burmanica är en fjärilsart som beskrevs av George Francis Hampson 1913. Hypopyra burmanica ingår i släktet Hypopyra och familjen nattflyn. Inga underarter finns listade i Catalogue of Life.

## Bildgalleri

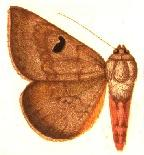